# Moyudan
Moyudan ist ein Distrikt (Kecamatan) im Regierungsbezirk (Kabupaten) Sleman der Sonderregion Yogyakarta im Süden der Insel Java. Der Kecamatan liegt im Westen des Kabupatens. Ende 2021 zählte der Distrikt 33.557 Einwohner auf 27,62 km² Fläche.

## Geographie
Der Distrikt Moyudan hat folgende Kecamatan als Nachbarn:
| Richtung0000 | Name Kec. | Kabupaten   | Provinz |
| Norden       | Minggir   | Sleman      | DIY*    |
| Osten        | Godean    | Sleman      | DIY     |
| Süden        | Sedayu    | Bantul      | DIY     |
| Westen       | Nanggulan | Kulon Progo | DIY     |

* D.I.Yogyakarta

## Verwaltungsgliederung
Der Kecamatan (auch Kapanewon genannt) gliedert sich in vier ländliche Dörfer (Desa, auch Kalurahan genannt):
| PUM-Code 1    | Desa            | Fläche (km²) | Bevölkerung zur Volkszählung 2 | Bevölkerung zur Volkszählung 2 | Bevölkerung zur Volkszählung 2 | Bevölkerung zur Volkszählung 2 | Bevölkerung zur Volkszählung 2 | Bevölkerung zur Volkszählung 2 | Padu- kuhan 4 | RW/ RT 5 |
| PUM-Code 1    | Desa            | Fläche (km²) | 002000                         | 002010                         | Männer                         | Frauen                         | 2020                           | Dichte 3                       | Padu- kuhan 4 | RW/ RT 5 |
| ------------- | --------------- | ------------ | ------------------------------ | ------------------------------ | ------------------------------ | ------------------------------ | ------------------------------ | ------------------------------ | ------------- | -------- |
| 34.04.03.2001 | Sumberrahayu    | 6,31         | 5.831                          | 6.040                          | 3.468                          | 3.477                          | 6.945                          | 1.100,6                        | 15            | 34/74    |
| 34.04.03.2002 | Sumbersari      | 5,46         | 6.903                          | 7.546                          | 4.028                          | 4.076                          | 8.104                          | 1.484,2                        | 13            | 35/90    |
| 34.04.03.2003 | Sumberagung*    | 8,20         | 10.194                         | 10.724                         | 5.767                          | 5.830                          | 11.597                         | 1.414,3                        | 21            | 47/113   |
| 34.04.03.2004 | Sumberarum      | 7,65         | 6.142                          | 6.573                          | 3.409                          | 3.459                          | 6.868                          | 897,8                          | 16            | 35/76    |
| 34.04.03      | Kec. Moyudan000 | 27,62        | 29.071                         | 30.883                         | 16.672                         | 16.842                         | 33.514                         | 1.213,4                        | 65            | 151/353  |

* Alternative Schreibweise des Dorfes Sumberagung: Sumber Agung (BPS)

## Demographie
Grobeinteilung der Bevölkerung nach Altersgruppen (zum Zensus 2020)
| Altersgruppen | 00Männer | 00Frauen | zusammen |
| ------------- | -------- | -------- | -------- |
| 0 – 14        | 3.311    | 3.048    | 6.359    |
| 15 – 64       | 11.190   | 11.233   | 22.423   |
| 65+           | 2.171    | 2.561    | 4.732    |
| gesamt        | 16.672   | 16.842   | 33.514   |
| anteilig (%)  |          |          |          |
| 0 – 14        | 19,86    | 18,10    | 18,97    |
| 15 – 64       | 67,12    | 66,70    | 66,91    |
| 65+           | 13,02    | 15,21    | 14,12    |

### Bevölkerungsentwicklung
In den Ergebnissen der sieben Volkszählungen seit 1961 ist folgende Entwicklung ersichtlich:
| Einheit/Jahr     | 1961         | 1971         | 1980         | 1990         | 2000         | 2010         | 2020         |
| ---------------- | ------------ | ------------ | ------------ | ------------ | ------------ | ------------ | ------------ |
| Kec. Moyudan     | 27.500       | 29.372       | 30.444       | 29.524       | 29.071       | 30.883       | 33.514       |
| Anteil in %      | 5,32         | 4,99         | 4,49         | 3,78         | 3,23         | 2,83         | 2,98         |
| Kab. Sleman      | 516.653      | 588.313      | 677.323      | 780.334      | 901.377      | 1.093.110    | 1.125.804    |
| Sonderregion DIY | 00 2.231.062 | 00 2.487.177 | 00 2.750.025 | 00 2.912.611 | 00 3.120.478 | 00 3.457.491 | 00 3.66.8719 |